# 警笛 (单曲)
『警笛』（日語：サイレン、英語：Siren）是ASIAN KUNG-FU GENERATION於2004年4月14日發行的第3張單曲曲名。

## 解説
是繼「以你為名的花」發行後約半年後發表的單曲。於Oricon單曲榜首次上榜就記錄了第2位的成績，一鳴驚人。主要A面的「サイレン(Siren)」是出於男性的觀點，而c/w的「サイレン#(Siren#)」則由女性的觀點描寫歌曲。分別被通稱為「男Siren」和「女Siren」，「Siren」「反面Siren」等等。「#」是為了方便區分兩首歌曲而加上去的，在包裝上或歌詞卡裡兩首歌的標記也是「Siren」。兩邊的伴奏也幾乎完全相同，不過曲調的搭配和前奏等就有很大分別。當初以CCCD形式發行，但現在已經變成絕版。

## 收錄曲
1. （Siren） 
  - 通稱為「Siren」「表面Siren」「男Siren」等等。收錄在大碟「Sol-fa」的版本嚴格說來是專輯版本，所以這個版本只收錄於這張單曲裡。
2. （Siren#）
  - 為了把這首歌與第一首歌曲區分，所以加入了#的標記。通稱為「反面Siren」「女Siren」等等。後藤說「要說的話就是混音」。對於收錄在張單曲的這首歌，後藤說歌詞只是花了15分鐘便完成了。